# Hecamedoides facialis
Hecamedoides facialis är en tvåvingeart som beskrevs av Ichiro Miyagi 1977. Hecamedoides facialis ingår i släktet Hecamedoides och familjen vattenflugor. Inga underarter finns listade i Catalogue of Life.